# Josh Scowen
Joshua Charles Scowen, detto Josh (Cheshunt, 28 marzo 1993), è un calciatore inglese, centrocampista del Wycombe.

## Carriera
Cresciuto nel settore giovanile del Wycombe Wanderers, dopo due brevi esperienze in prestito si è presto affermato come titolare nei Chairboys. Il 15 gennaio 2015 viene ceduto al Barnsley, con cui milita fino al 2017, quando passa al QPR, con cui firma un triennale.

## Statistiche

### Presenze e reti nei club
Statistiche aggiornate al 6 maggio 2018.
| Stagione        | Squadra            | Campionato      | Campionato | Campionato | Coppe nazionali | Coppe nazionali | Coppe nazionali | Coppe continentali | Coppe continentali | Coppe continentali | Altre coppe | Altre coppe | Altre coppe | Totale | Totale | Totale |
| Stagione        | Squadra            | Comp            | Pres       | Reti       | Comp            | Pres            | Reti            | Comp               | Pres               | Reti               | Comp        | Pres        | Reti        | Pres   | Reti   |        |
| --------------- | ------------------ | --------------- | ---------- | ---------- | --------------- | --------------- | --------------- | ------------------ | ------------------ | ------------------ | ----------- | ----------- | ----------- | ------ | ------ | ------ |
| 2010-2011       | Wycombe            | FL2             | 2          | 0          | FACup+CdL       | -               | -               | -                  | -                  | -                  | FLT         | -           | -           | 2      | 0      |        |
| ago.-sett. 2012 | Eastbourne Borough | NLS             | 8          | 0          | -               | -               | -               | -                  | -                  | -                  | -           | -           | -           | 8      | 0      |        |
| sett. 2012-2013 | Wycombe            | FL2             | 34         | 1          | FACup+CdL       | 1+0             | -               | -                  | -                  | -                  | FLT         | 1           | 0           | 36     | 1      |        |
| 2013-2014       | Wycombe            | FL2             | 37         | 1          | FACup+CdL       | 2+1             | 0               | -                  | -                  | -                  | FLT         | 2           | 0           | 42     | 1      |        |
| 2014-gen. 2015  | Wycombe            | FL2             | 18         | 1          | FACup+CdL       | 2+0             | 0               | -                  | -                  | -                  | FLT         | 0           | 0           | 20     | 1      |        |
| Totale Wycombe  | Totale Wycombe     | Totale Wycombe  | 91         | 3          |                 | 6               | 0               |                    | -                  | -                  |             | 3           | 0           | 100    | 3      |        |
| gen.-giu. 2015  | Barnsley           | FL1             | 21         | 4          | FACup+CdL       | -               | -               | -                  | -                  | -                  | FLT         | -           | -           | 21     | 4      |        |
| 2015-2016       | Barnsley           | FL1             | 34+3       | 4          | FACup+CdL       | 1+2             | 0+1             | -                  | -                  | -                  | FLT         | 3           | 0           | 43     | 5      |        |
| 2016-2017       | Barnsley           | FLC             | 41         | 2          | FACup+CdL       | 2+1             | 0+1             | -                  | -                  | -                  | -           | -           | -           | 53     | 10     |        |
| Totale Barnsley | Totale Barnsley    | Totale Barnsley | 96+3       | 10         |                 | 6               | 2               |                    | -                  | -                  |             | 3           | 0           | 108    | 12     |        |
| 2017-2018       | QPR                | FLC             | 42         | 1          | FACup+CdL       | 1+0             | 0               | -                  | -                  | -                  | -           | -           | -           | 43     | 1      |        |
| Totale carriera | Totale carriera    | Totale carriera | 237+3      | 14         |                 | 13              | 2               |                    | -                  | -                  |             | 6           | 0           | 259    | 16     |        |

## Palmarès

### Club

#### Competizioni nazionali
- Football League Trophy: 1

Sunderland: 2020-2021